# Poucelina
 (novembre 2020).
Si vous disposez d'ouvrages ou d'articles de référence ou si vous connaissez des sites web de qualité traitant du thème abordé ici, merci de compléter l'article en donnant les références utiles à sa vérifiabilité et en les liant à la section « Notes et références ».
Pour plus de détails, voir Fiche technique et Distribution.
Poucelina ou Poucette au Québec (Thumbelina) est un film d'animation américano-irlandais réalisé par Don Bluth en 1994, adapté du conte de Hans Christian Andersen La Petite Poucette.

## Synopsis
Poucelina est une jeune fille de la taille d'un pouce, élevée par sa mère, une vieille fermière. Sa vie est bousculée après la rencontre avec le Prince Cornelius, le Prince des fées, dont elle tombe immédiatement amoureuse. Elle va être tour à tour kidnappée par une famille de crapauds, un scarabée et une taupe. Pendant ce temps, le Prince Cornelius tente de la retrouver par tous les moyens. Poucelina arrivera-t-elle à retourner chez elle avec sa mère et à retrouver son adoré Prince Cornelius ?

## Distribution

### Voix originales
- Jodi Benson : Thumbelina (Poucelina)
- Gino Conforti : Jacquimo
- Barbara Cook : Thumbelina's mother (mère de Poucelina)
- Gary Imhoff : Prince Cornelius
- Will Ryan : le héros et le rat moine
- Gilbert Gottfried : Berkeley Beetle (Baltringue)
- June Foray : Queen Tabitha
- Kenneth Mars : King Colbert
- Joe Lynch : Grundel (Grosso)
- Charo : Ms Toad
- Carol Channing : Miss Fieldmouse (Mademoiselle Farfouine)
- John Hurt : Mr Mole (Mr Miro)
- Danny Mann : Mozo
- Loren Lester : Gringo
- Tawny Sunchine Glover : Gnatty
- Michaël Nunes : Li'l Bee
- Kendall Cunningham : Baby Bug

### Voix françaises
- Julie Turin : Poucelina (dialogues)
- Lori Rault : Poucelina (chant)
- Serge Faliu : Prince Cornelius (dialogues)
- Olivier Constantin : Prince Cornelius (chant)
- Michel Elias : Jacquimo, Baltringue (dialogues et chant)
- Françoise Cadol : la mère de Poucelina (dialogues)
- Svetlana : la mère de Poucelina (chant)
- Mario Santini : Grosso, le renard et le scarabée reconnaissant le prince dans la glace
- Hervé Grull : Gnatty
- Barbara Delsol : Baby Bug
- Dimitri Rougeul : Li'l Bee
- Michel Modo : M. Miro
- Marion Game : Mme Toad (dialogues), la lapine
- Joanna Michel : Mme Toad (chant)
- Maria Tamar : la Reine Tormina
- William Sabatier :  le Roi Colbert
- Frédérique Tirmont : Mlle Farfouine
- Daniel Lafourcade : Mozo
- Roland Timsit : Gringo
- Richard Darbois : l'ours
- Jacques Ciron : le révérend Rat

### Voix québécoises
- Aline Pinsonneault : Poucette
- Jessica Comeau : Poucette (chant)
- Marc Labrèche : Jacquimo
- Élizabeth Chouvalidzé : Reine Tabitha
- Vincent Davy : Roi Colbert / Révérend des rats
- François Sasseville : Prince Cornelius
- José Paradis : Prince Cornelius (chant)
- Marc Bellier : M. Scarabée
- Vincent Potel : M. Scarabée (chant)
- Élise Bertrand : Mme Crapaud
- Hubert Gagnon : Grundel
- Johanne Garneau : Gnatty
- Kim Jalabert : Lil Bee
- Diane Arcand : Mme Souris
- Daniel Roussel :  M. Taupe
- André Montmorency : l'ours
- Gilbert Lachance : Gringo
- Daniel Lesourd : Mozo
- Louise Rémy : Maman

## Chansons du film
- Laisse donc parler ton cœur - Jacquimot
- Poucelina, c'est moi - Le canard, le bouc, le bœuf, les poules et Poucelina
- Je garde l'espoir - Poucelina
- L'amour a des ailes (L'amour donne des ailes) - Cornélius et Poucelina
- Une idole (Chante, Poucelina) - Mama, les frères crapauds et Poucelina
- Laisse parler ton cœur (Reprise) - Jacquimot et les chœurs
- Miss Scarabée - Baltringue, les scarabées et Poucelina
- Je garde l'espoir (Reprise) - La mère de Poucelina
- Merveilleux soleil - Poucelina
- Épouse Monsieur Miro (Marry The Mole) - Mademoiselle Farfouine
- Retrouvailles - Poucelina, Jacquimot et Cornélius